# Castell dels Moros d'Èvol
El Castell dels Moros d'Èvol és una antiga fortificació medieval, molt desfeta, de la comuna d'Oleta i Èvol, a la comarca del Conflent, de la Catalunya del Nord.
Les seves ruïnes escadusseres són al nord del poble d'Èvol, en unes roques escarpades, anomenades Roc dels Moros, a la dreta de la Ribera d'Èvol, en el vessant sud-oriental del Puig d'Escotó. La Ribera d'Èvol fa un ampli revolt al voltant d'aquest roc.